# Tony Award/Bestes Theaterevent
Seit 2001 wird bei den Tony Awards der Preis für das Beste Theaterevent (Best Special Theatrical Event) vergeben. Die Kategorie entstand wegen eines Streits, weil 2000 Contact als Bestes Musical gewann, die Show jedoch voraufgezeichnete Musik verwendete und keinen Gesang aufwies. In den Jahren 1999 und 2000 wurde jeweils ein Spezialtony als Special Tony Award For a Live Theatrical Presentation vergeben. 2004, 2006 und 2008 wurde kein Preis in dieser Kategorie vergeben.

## Sieger & Nominierte
| Jahr | Theaterevent                                | Preisträger | Weitere Nominierte |
| 2001 | Blast!                                      | Cook Group Inc. und Star of Indiana | keine |
| 2002 | Elaine Stritch: At Liberty                  | John Schreiber, Creative Battery, Margo Lion, Robert Cole, Dede Harris/Mort Swinsky, Cheryl Wiesenfeld, The Public Theater und New York Shakespeare Festival                                                     | Bea Arthur on Broadway, Just Between Friends – Daryl Roth, M. Beverly Bartner und USA Ostar Theatricals Barbara Cook in Mostly Sondheim – Lincoln Center Theater, André Bishop und Bernard Gersten Sexaholix...a love story – Tate Entertainment Group, Inc. |
| 2003 | Russell Simmons' Def Poetry Jam on Broadway | Russell Simmons, Stan Lathan, Jonathan Reinis, Richard Martini, Larry Magid, Allen Spivak, Kimora Lee Simmons, Jeffrey Chartier, Stacy Carter und Island Def Jam Music Group                                     | Bill Maher: Victory Begins at Home – Eric Krebs, Jonathan Reinis, CTM Productions, Anne Strickland Squadron, Michael Viner, David Friedson, Adam Friedson, Allen Spivak/Larry Magid, M. Kilburg Reedy The Play What I Wrote – David Pugh, Joan Cullman, Mike Nichols, Hamilton South, Charles Whitehead und Stuart Thompson Prune Danish – Jyll Rosenfeld und Jon Stoll |
| 2005 | Billy Crystal: 700 Sundays                  | Janice Crystal, Larry Magid und Face Productions | Dame Edna: Back with a Vengeance – Creative Battery, Harley Medcalf und Boxjellyfish LLC Laugh Whore – Showtime Networks Whoopi: The 20th Anniversary Show – Mike Nichols, Hal Luftig, Leonard Soloway, Steven M. Levy, Tom Leonardis, Eric Falkenstein und Amy Nederlander |
| 2007 | Jay Johnson: The Two and Only               | Roger Alan Gindi, Stewart F. Lane, Bonnie Comley, Dan Whitten, Herbert Goldsmith Productions, Ken Grossman, Bob Silver, Rhonda Silver, Michael A. Jenkins/Dallas Summer Musicals, Inc. und Wetrock Entertainment | Kiki and Herb Alive on Broadway – David J. Foster, Jared Geller, Ruth Hendel, Jonathan Reinis, Inc., Billy Zavelson, Jamie Cesa, Anne Strickland Squadron, Jennifer Manocherian, Gary Allen und Melvin Honowitz |
| 2009 | Liza's at The Palace...!                    | John Scher and Metropolitan Talent Presents, LLC; Jubilee Time Productions, LLC | Slava's Snowshow – David J. Foster, Jared Geller, Joseph Gordon-Levitt, Judith Marinoff Cohn, John Pinckard Soul of Shaolin – Nederlander Worldwide Productions, LLC; Eastern Shanghai International Culture Film & Television Group; China on Broadway You're Welcome America. A Final Night with George W Bush – Jeffrey Richards, Jerry Frankel, Steve Traxler, Home Box Office Inc., Gary Sanchez Productions, Bat-Barry Productions, Ken Davenport, Ergo Entertainment, Ronald Frankel, Jon B. Platt, James D. Stern, The Weinstein Company; Tara Smith/b. Swibel, Dede Harris/Sharon Karmazin, Arny Granat |